# Aratinga-de-testa-azul
Aratinga-de-testa-azul (nome científico: Psittacara acuticaudatus) é uma espécie de periquito presente em várias regiões da América do Sul, incluindo o Brasil.

## Taxonomia
A aratinga-de-testa-azul atualmente está classificada no gênero Psittacara, mas já foi alocada também nos gêneros Aratinga e Thectocercus. Seu nome popular em língua inglesa é "blue-crowned parakeet". No Brasil, é conhecida também como jandaia-de-cabeça-azul, maracanã, periquitão, periquito-de-bico-rosa, periquito-de-cabeça-azul e periquito-de-pé-rosa.
Existem cinco subespécies de aratinga-de-testa-azul:
- Aratinga acuticaudata (Vieillot 1818)
  - Aratinga acuticaudata acuticaudata (Vieillot 1818)
  - Aratinga acuticaudata haemorrhous Spix 1824
  - Aratinga acuticaudata koenigi Arndt 1995
  - Aratinga acuticaudata neoxena (Cory 1909)
  - Aratinga acuticaudata neumanni Blake & Traylor 1947